# Vladimir Komarov
Den här sidan handlar om astronauten Vladimir Komarov. För botanikern, se Vladimir Komarov (botanist).
Vladimir Michajlovitj Komarov (ryska: Владимир Михайлович Комаров), född 16 mars 1927 i Moskva, död 24 april 1967, sovjetisk kosmonaut uttagen i kosmonautgrupp 1 den 27 mars 1960. Hans aska begravdes vid Kremlmuren.

## Familjeliv
Komarov var gift med Valentina Jakovlevna Komarova (ogift Kiseljova), tillsammans hade de barnen Jevgenij och Irina.

## Karriär
Komarov blev uttagen i kosmonautgrupp 1 tillsammans med bl.a. Jurij Gagarin och Aleksej Leonov.

### Utmärkelser
Komarov erhöll postumt medaljerna Sovjetunionens hjälte och Leninorden.
Asteroiden 1836 Komarov är uppkallad efter honom och han har även fått nedslagskratern Komarov på månen uppkallad efter sig.

## Rymdflygningar
Komarov gjorde två rymdflygningar och var den första rymdfararen som omkom i samband med en rymdfärd.

### Voschod 1
Sin första rymdflygning genomförde Komarov i den första multibemannade kapseln tillsammans med Konstantin Feoktistov och Boris Jegorov. Färden som varade i ett dygn startade 12 oktober 1964.

### Sojuz 1
Komarov omkom i sin andra rymdfärd då den Sojuz 1-farkost han färdades i störtade den 24 april 1967. Orsaken till olyckan var att rymdkapselns fallskärm hade spunnit ihop sig och därför inte vecklats ut. Komarov dog när rymdfarkosten slog ner i marken med en fart av ca 600 km/h.

## Rymdfärdsstatistik
| Färd      | Datum                | Tid      |
| --------- | -------------------- | -------- |
| Voschod 1 | 12 – 13 oktober 1964 | 24:17:00 |
| Sojuz 1   | 23 – 24 april 1967   | 26:47:00 |
| Totalt    | Totalt               | 51:04:00 |